# 近畿中央胸部疾患センター附属リハビリテーション学院

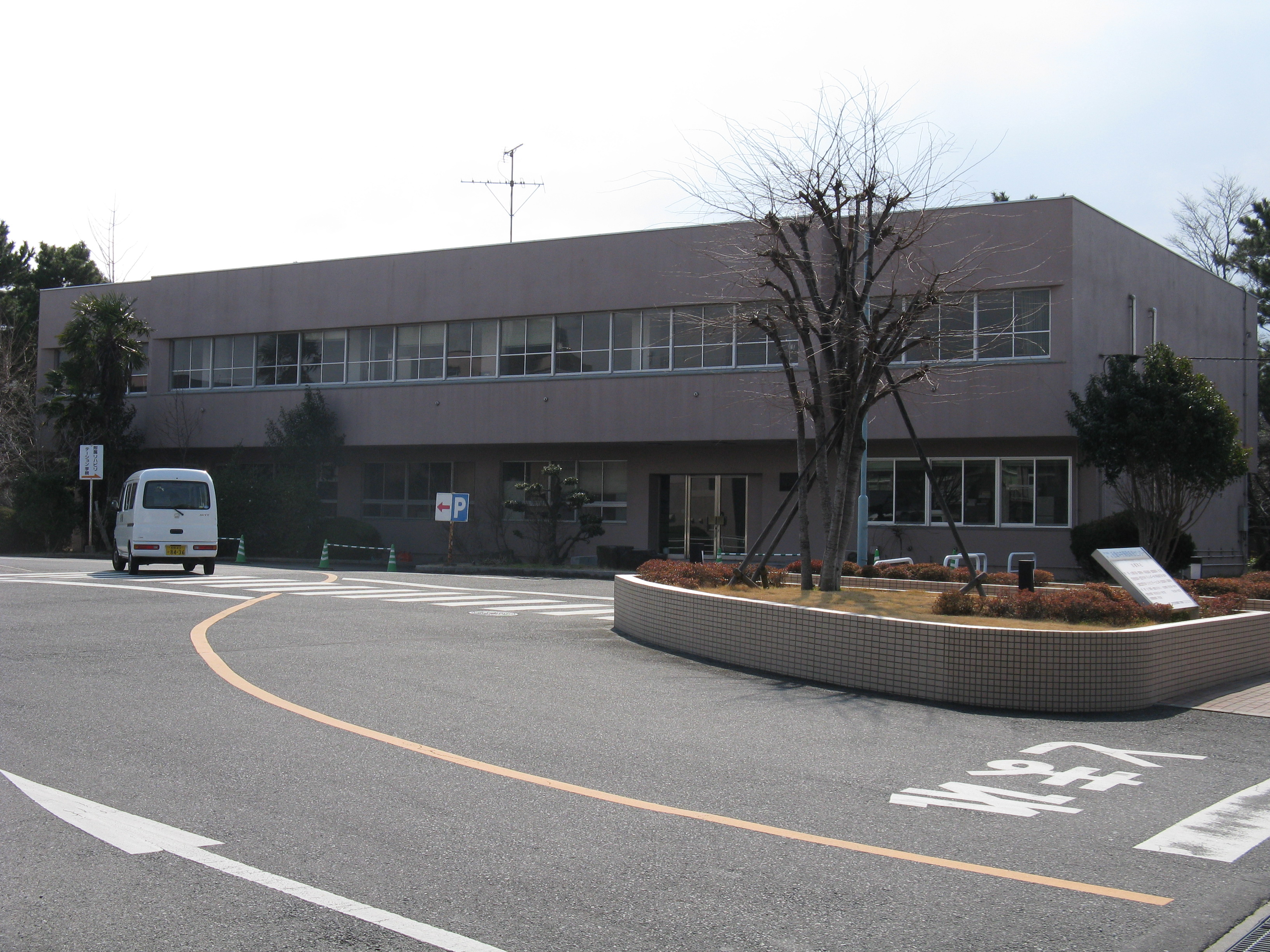
近畿中央胸部疾患センター附属リハビリテーション学院

近畿中央胸部疾患センター附属リハビリテーション学院（きんきちゅうおうきょうぶしっかんセンターふぞくリハビリテーションがくいん）は、大阪府堺市北区の国立病院機構近畿中央胸部疾患センター内にあった専修学校である。
関西圏初の国立理学療法・作業療法養成施設だったが、2008年に廃校となった。

## 沿革
- 1973年 - 開校
- 2005年 - 募集停止
- 2008年 - 廃校

## 学科
- 理学療法学科
- 作業療法学科

（各学科1学年定員20人）

## 所在地
- 〒591-8555 大阪府堺市北区長曽根町1180

最寄り駅は、JR阪和線堺市駅